# Anders Ödman

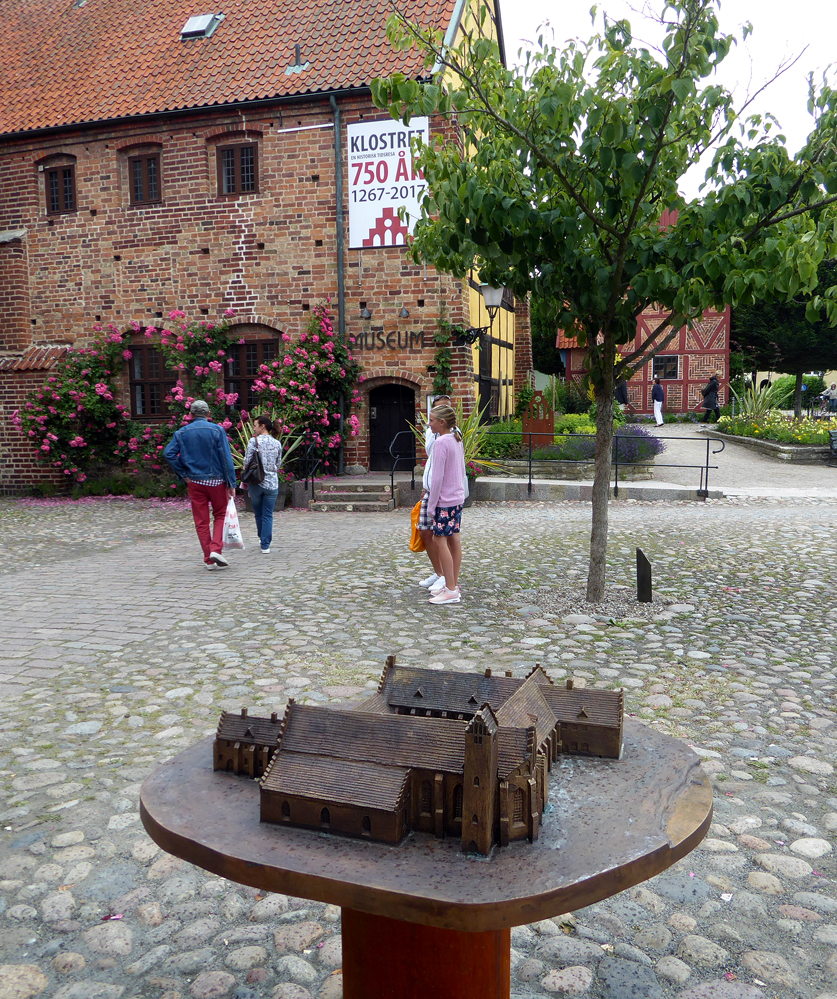
Anders Ödmans bronsskulptur av Ystads Kloster.

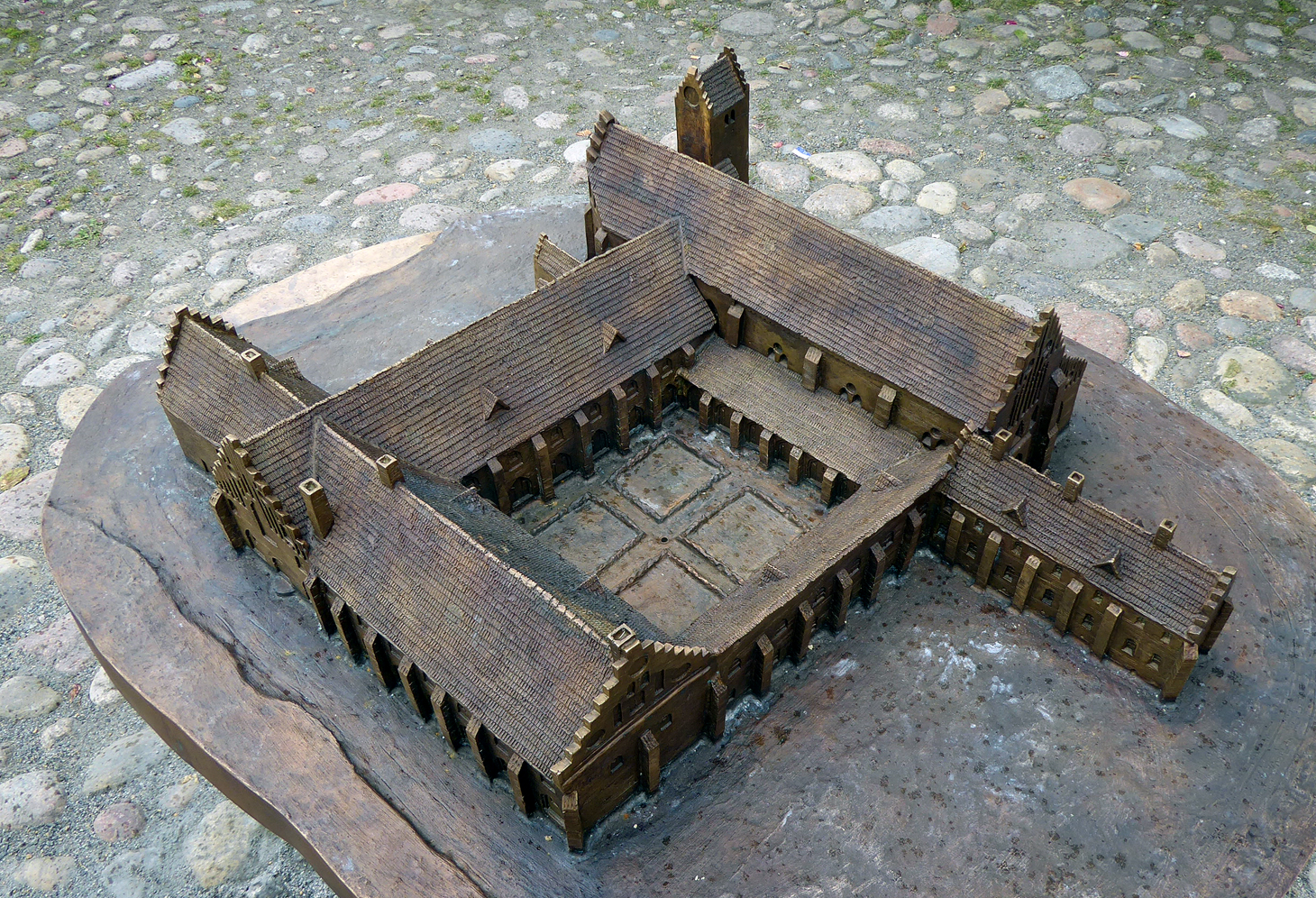
Anders Ödmans bronsskulptur av Ystads Kloster. Gjuten av Ludvig Ödman

Anders Ödman, född 1950, är en svensk arkeolog. Han ledde tillsammans med Marietta Douglas de arkeologiska utgrävningarna 1978-1981 i den så kallade "Riksgropen" på Helgeandsholmen i Stockholm. Ödman gjorde därefter undersökningar av det gamla slottet Tre Kronor i källaren till Stockholms slott, och presenterade sedan 1987 sina forskningsresultat i boken "Stockholms tre borgar".
Ödman var därefter fram till 2002 chef vid Lunds universitets historiska museum. Under den tiden arbetade han bland annat med projektet "Norra Skånes medeltid", och har i samband med det företagit utgrävningar vid Hovdala utanför Hässleholm och vid Skeingeborg utanför Osby.
Till Ystads Klosters 750-årsjubileum 2017, skapade Anders Ödman en bronsskulptur av klostret, som man tror det såg ut på 1500-talet. 

## Utgivning i urval
- Ödman, Anders (1987). Stockholms tre borgar: från vikingatida spärrfäste till medeltida kastellborg. Monografier utgivna av Stockholms stad, 0282-5899 ; 80. Stockholm: Kommittén för Stockholmsforskning. Libris 7263060. ISBN 91-38-09949-7 (inb.)